# 아스타 엘 핀 델 문도
《아스타 엘 핀 델 문도》(스페인어: Hasta el fin del mundo)은 2014년 방영된 멕시코의 텔레노벨라이다.